# 滇南黄杨
滇南黄杨（学名：Buxus austro-yunnanensis）是黄杨科黄杨属的植物，是中国的特有植物。分布于中国大陆的云南等地，生长于海拔480米至890米的地区，常生于河岸石缝、江边以及灌丛中，目前尚未由人工引种栽培。
其种加词 austro-yunnanensis 意为“云南南部的”。

## 别名
河滩黄杨（云南植物志）